# Cromary
Cromary est une commune française située dans le département de la Haute-Saône, la région culturelle et historique de Franche-Comté et la région administrative Bourgogne-Franche-Comté.

## Géographie
Le village est adossé au flanc d'un léger coteau en rive droite de l'Ognon qui marque la limite avec le département du Doubs.

### Hydrographie
La commune est baignée par l'Ognon.

### Climat
Pour des articles plus généraux, voir Climat de la Bourgogne-Franche-Comté et Climat de la Haute-Saône.
En 2010, le climat de la commune est de type climat des marges montargnardes, selon une étude du Centre national de la recherche scientifique s'appuyant sur une série de données couvrant la période 1971-2000. En 2020, Météo-France publie une typologie des climats de la France métropolitaine dans laquelle la commune est exposée à un climat semi-continental et est dans une zone de transition entre les régions climatiques « Lorraine, plateau de Langres, Morvan » et « Jura ». 
Pour la période 1971-2000, la température annuelle moyenne est de 10,8 °C, avec une amplitude thermique annuelle de 17,5 °C. Le cumul annuel moyen de précipitations est de 1 032 mm, avec 12,8 jours de précipitations en janvier et 9,4 jours en juillet. Pour la période 1991-2020, la température moyenne annuelle observée sur la station météorologique de Météo-France la plus proche, « Rioz », sur la commune de Rioz à 7 km à vol d'oiseau, est de 11,2 °C et le cumul annuel moyen de précipitations est de 1 084,6 mm. 
La température maximale relevée sur cette station est de 39,6 °C, atteinte le 25 juillet 2019 ; la température minimale est de −21,8 °C, atteinte le 20 décembre 2009,,. 
Les paramètres climatiques de la commune ont été estimés pour le milieu du siècle (2041-2070) selon différents scénarios d'émission de gaz à effet de serre à partir des nouvelles projections climatiques de référence DRIAS-2020. Ils sont consultables sur un site dédié publié par Météo-France en novembre 2022.

## Urbanisme

### Typologie
Au 1er janvier 2024, Cromary est catégorisée commune rurale à habitat dispersé, selon la nouvelle grille communale de densité à sept niveaux définie par l'Insee en 2022.
Elle est située hors unité urbaine. Par ailleurs la commune fait partie de l'aire d'attraction de Besançon, dont elle est une commune de la couronne,. Cette aire, qui regroupe 310 communes, est catégorisée dans les aires de 200 000 à moins de 700 000 habitants,.

### Occupation des sols
L'occupation des sols de la commune, telle qu'elle ressort de la base de données européenne d’occupation biophysique des sols Corine Land Cover (CLC), est marquée par l'importance des territoires agricoles (66,6 % en 2018), une proportion identique à celle de 1990 (66,6 %). La répartition détaillée en 2018 est la suivante : 
terres arables (55,6 %), forêts (25,4 %), zones agricoles hétérogènes (8,6 %), zones urbanisées (5,1 %), eaux continentales (2,9 %), prairies (2,3 %). L'évolution de l’occupation des sols de la commune et de ses infrastructures peut être observée sur les différentes représentations cartographiques du territoire : la carte de Cassini (XVIIIe siècle), la carte d'état-major (1820-1866) et les cartes ou photos aériennes de l'IGN pour la période actuelle (1950 à aujourd'hui).

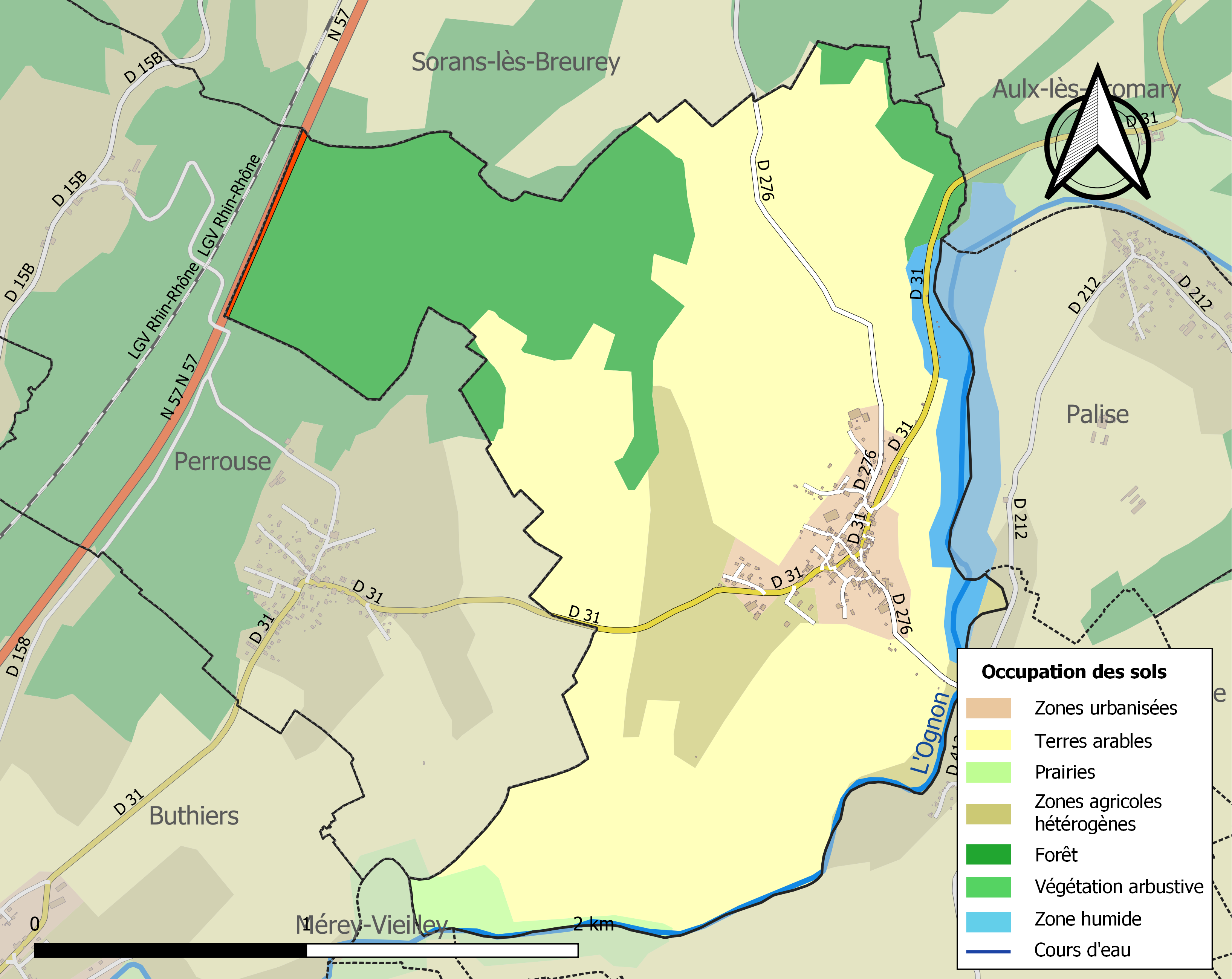
Carte des infrastructures et de l'occupation des sols de la commune en 2018 (CLC).

## Politique et administration

Carte départementale représentant en rouge la communauté de communes du Pays Riolais.

### Rattachements administratifs et électoraux
La commune fait partie de l'arrondissement de Vesoul du département de la Haute-Saône,  en région Bourgogne-Franche-Comté. Pour l'élection des députés, elle dépend de la première circonscription de la Haute-Saône.
Elle fait partie depuis 1801 du canton de Rioz. Dans le cadre du redécoupage cantonal de 2014 en France, ce canton s'accroît et passe de 27 à 52 communes.

### Intercommunalité
La commune est membre de la communauté de communes du Pays riolais, créée le 29 décembre 1999.

### Liste des maires
| Période                                  | Période                    | Identité          | Étiquette | Qualité            |
| ---------------------------------------- | -------------------------- | ----------------- | --------- | ------------------ |
| Les données manquantes sont à compléter. |                            |                   |           |                    |
|                                          | 1993                       | Maurice Masson    |           | Décédé en fonction |
| 1993                                     | 2014                       | Jean-Pierre Bordy |           |                    |
| 2014                                     | En cours (au 7 avril 2016) | Jean Berger       |           |                    |

## Population et société

### Démographie
L'évolution du nombre d'habitants est connue à travers les recensements de la population effectués dans la commune depuis 1793. Pour les communes de moins de 10 000 habitants, une enquête de recensement portant sur toute la population est réalisée tous les cinq ans, les populations de référence des années intermédiaires étant quant à elles estimées par interpolation ou extrapolation. Pour la commune, le premier recensement exhaustif entrant dans le cadre du nouveau dispositif a été réalisé en 2008.

En 2022, la commune comptait 249 habitants, en évolution de +2,89 % par rapport à 2016 (Haute-Saône : −1,4 %, France hors Mayotte : +2,11 %).
| 1793 | 1800 | 1806 | 1821 | 1831 | 1836 | 1841 | 1846 | 1851 |
| ---- | ---- | ---- | ---- | ---- | ---- | ---- | ---- | ---- |
| 344  | 381  | 407  | 406  | 374  | 377  | 396  | 385  | 398  |

| 1856 | 1861 | 1866 | 1872 | 1876 | 1881 | 1886 | 1891 | 1896 |
| ---- | ---- | ---- | ---- | ---- | ---- | ---- | ---- | ---- |
| 340  | 343  | 358  | 357  | 325  | 263  | 249  | 226  | 253  |

| 1901 | 1906 | 1911 | 1921 | 1926 | 1931 | 1936 | 1946 | 1954 |
| ---- | ---- | ---- | ---- | ---- | ---- | ---- | ---- | ---- |
| 208  | 208  | 186  | 163  | 147  | 182  | 191  | 152  | 161  |

| 1962 | 1968 | 1975 | 1982 | 1990 | 1999 | 2006 | 2008 | 2013 |
| ---- | ---- | ---- | ---- | ---- | ---- | ---- | ---- | ---- |
| 131  | 152  | 177  | 166  | 171  | 164  | 215  | 229  | 240  |

| 2018 | 2022 | - | - | - | - | - | - | - |
| ---- | ---- | - | - | - | - | - | - | - |
| 248  | 249  | - | - | - | - | - | - | - |

### Église et cimetière
Cromary et Perrouse se partagent l'église, située à Cromary et son vieux cimetière. Celui-ci étant saturé, un nouveau cimetière a été aménagé pour les deux communes à Perrouse en 2014.

## Culture locale et patrimoine

### Lieux et monuments
- L'église Saint-Mathias, de 1730, inscrite aux monuments historiques en 2013[20].
- La mairie-lavoir du XIXe siècle inscrite aux monuments historiques en 2015[21].
- Le vieux lavoir-abreuvoir couvert.
- Le pont sur l'Ognon.
- Le moulin et son barrage sur l'Ognon.

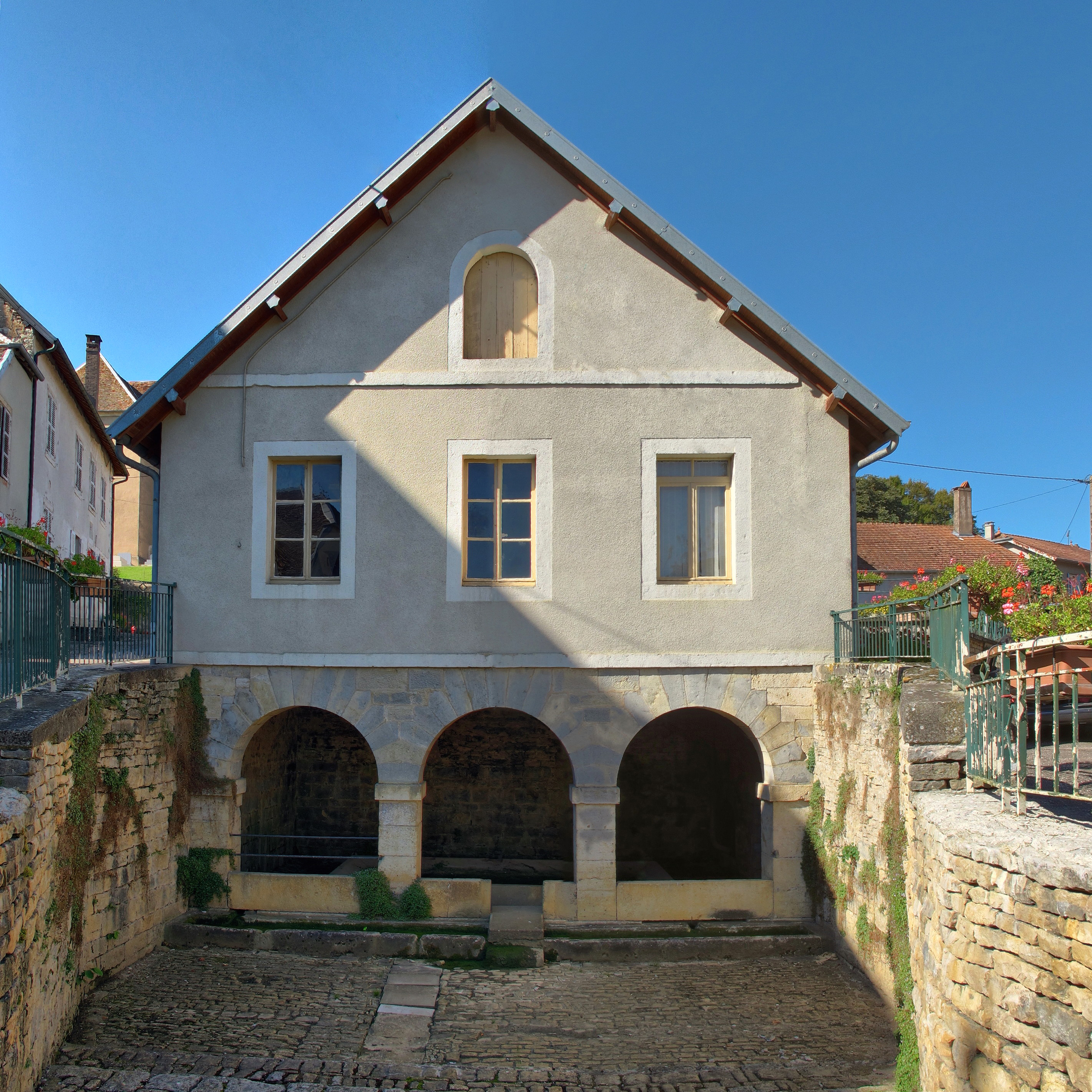
La mairie-lavoir.
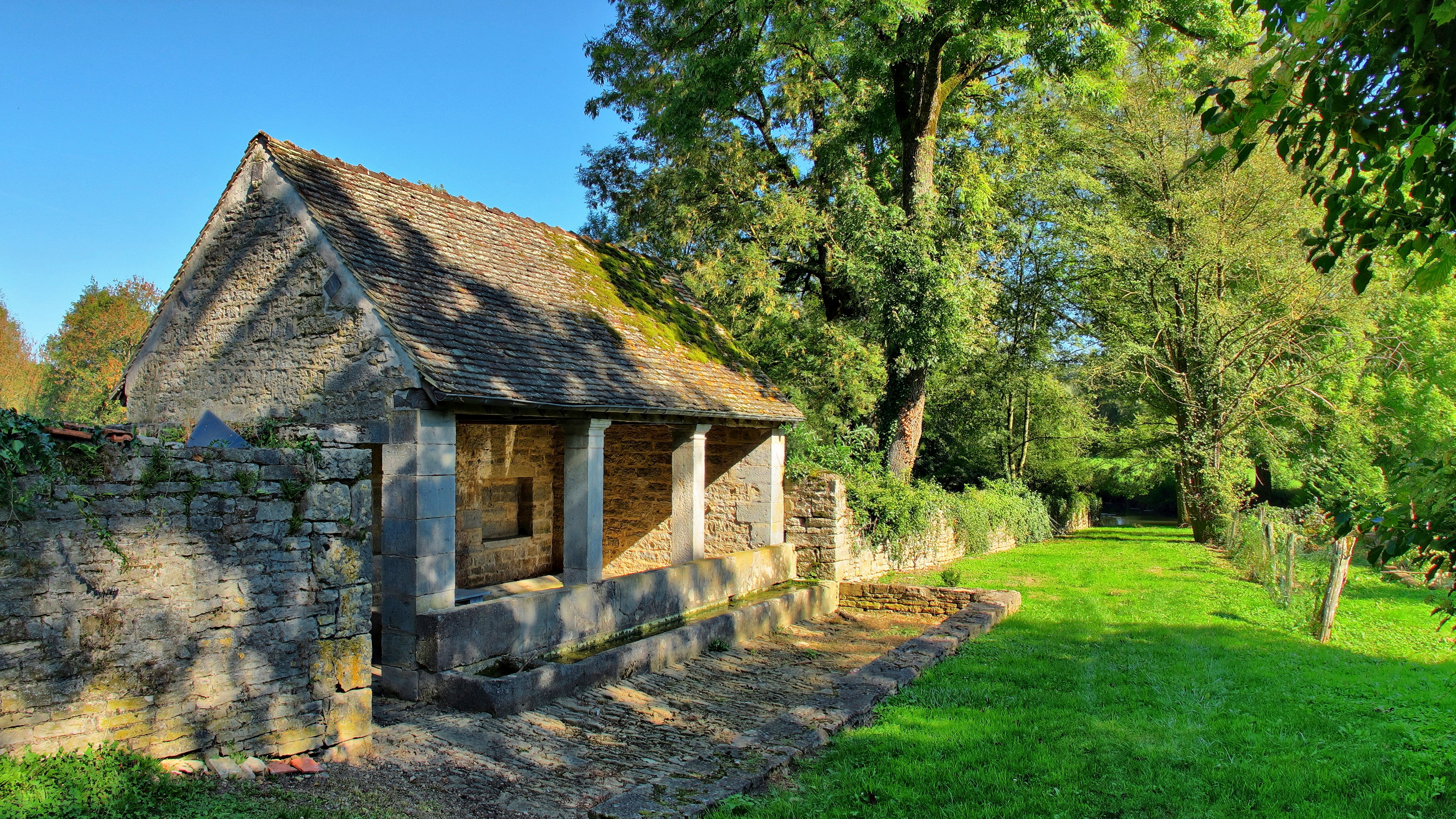
Le vieux lavoir couvert.
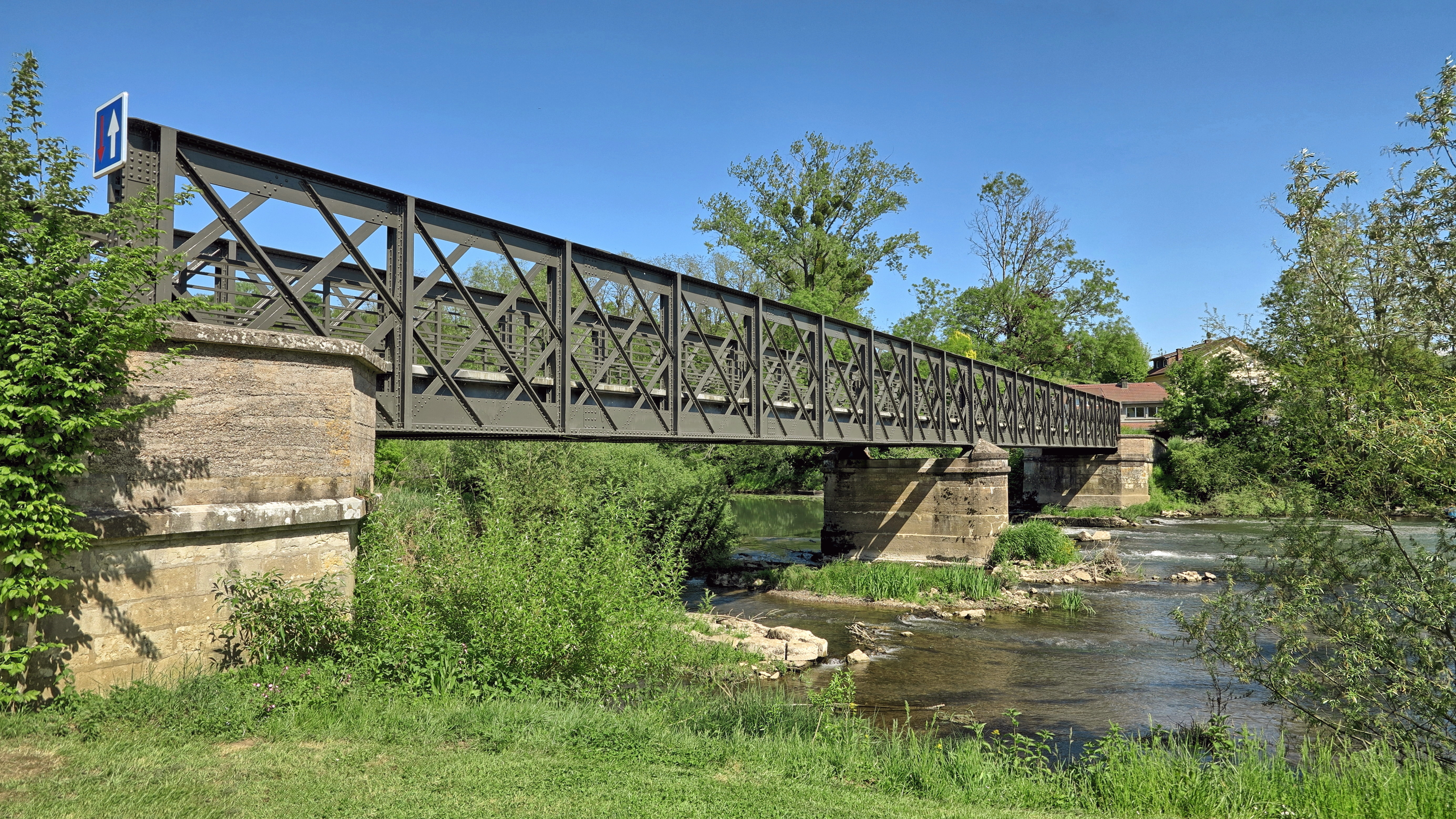
Le pont sur l'Ognon.
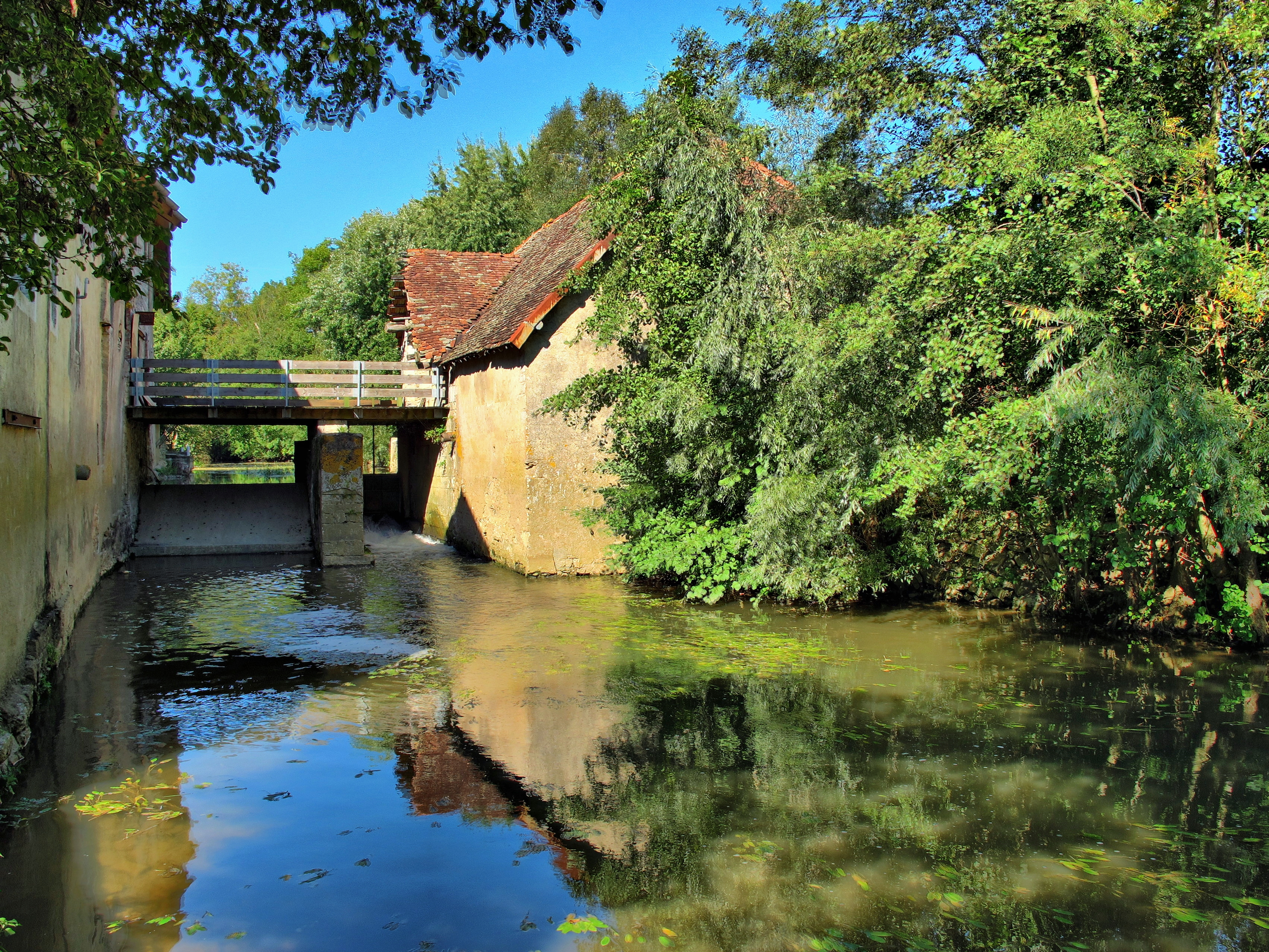
Le moulin sur la dérivation de l'Ognon.
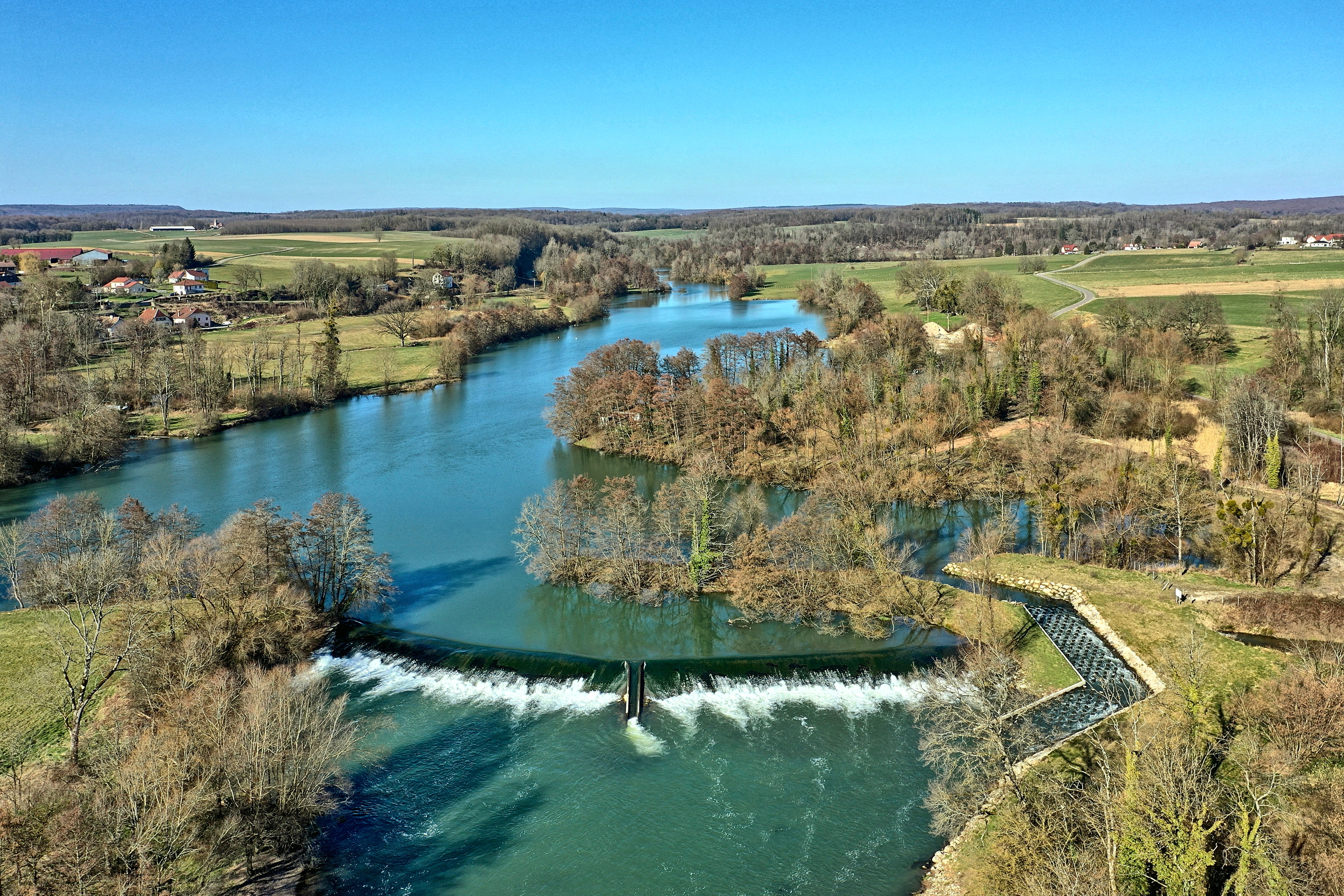
Le barrage du moulin sur l'Ognon.

### Personnalités liées à la commune
- Jean Cornet, résistant, commandant le groupement des Forces françaises de l'intérieur de Besançon, tué lors des combats de la Libération de la France, le 8 septembre 1944 au pont de Cromary[22].